# Німці на Ямайці
Німці  Ямайки або німецькі ямайці — ямайці німецького походження. Беруть свій початок  в 1830-х роках, коли скасування рабства призвело до нестачі робочої сили на острові в Карибському морі . Лорд Сіфорд, який володів маєтком Монтпельєр і Шеттлвуд Пен у Сент-Джеймсі, заснував європейське поселення у Вестморленді, щоб боротися з її нестачею, і завдяки цьому понад тисяча німців імігрувала на Ямайку. 
Німецька мова більше не використовується на острові, але деякі німецькі слова увійшли до ямайської мови.  Багато ямайців у Сіфорді та німецькому містечку в Трелоні мають характерні європейські риси, такі як: блакитні очі, світле волосся, ластовиння та біла шкіра, що стали результатом німецького генетичного впливу. 

## Визначні люди
- Супа Дупс
- Шарлін Редлайн
- Джуліан Редлайн
- Джордж Штібель
- Томас Дж. Горо, біогеохімік і морський біолог
- Герберт Елдемайр, політик